# Monika Sikora

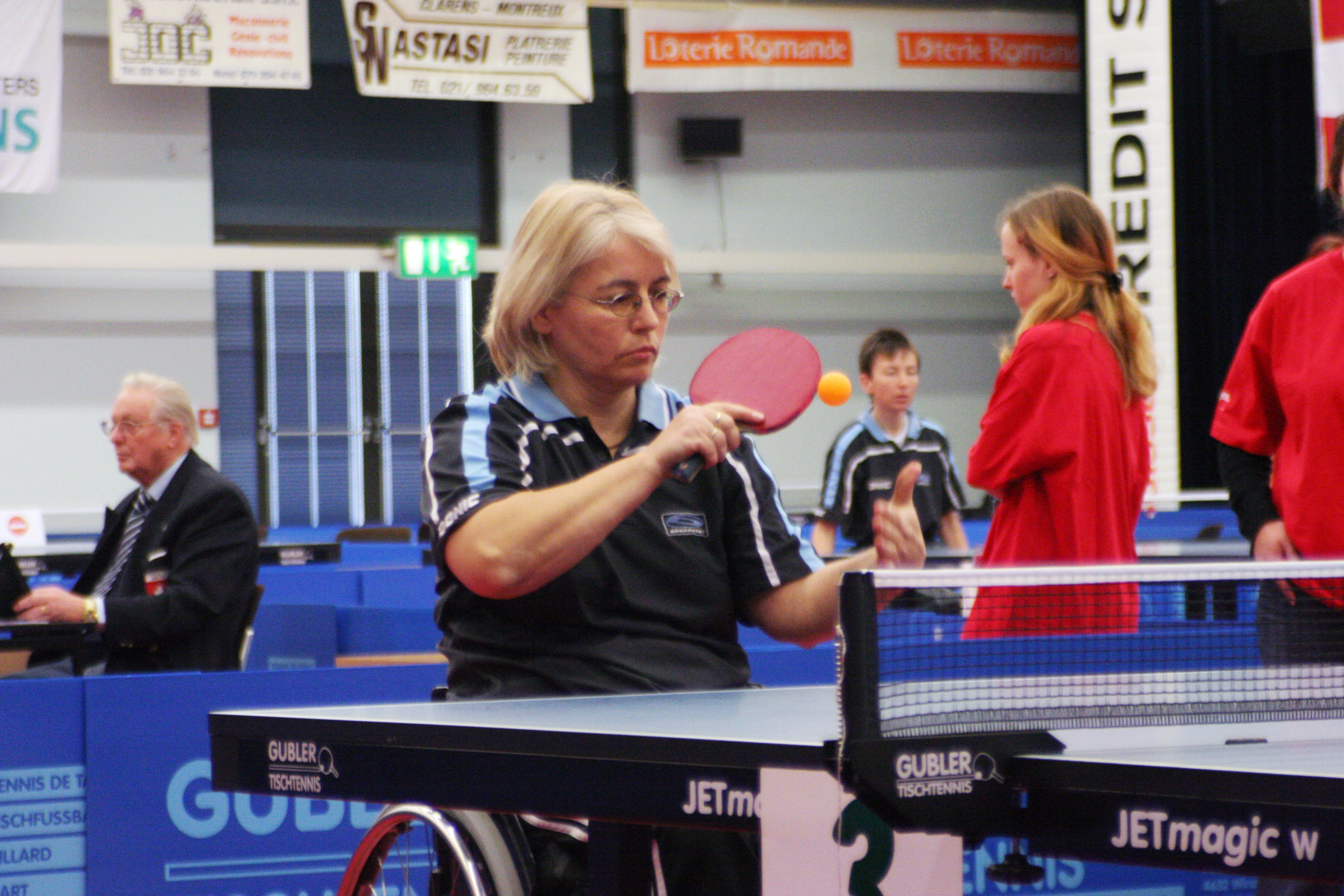

Monika Sikora (* 1. Januar 1958 in Ennigerloh, Nordrhein-Westfalen) ist eine deutsche Tischtennisspielerin. Sie gewann bei den Paralympics und bei Weltmeisterschaften mehrmals Gold.

## Rollstuhlfahrerin
Monika Sikora ist auf den Rollstuhl angewiesen. Sie startet bei internationalen Wettkämpfen meist in der Wettkampfklasse IV (Rumpfmuskulatur defekt, gehbehindert), gelegentlich auch in der Klasse V (untere Extremitäten eingeschränkt, Beinamputierte). 

## Europameisterschaften
Ihre größten Erfolge erzielte sie in den 1990er Jahren. 1991 in Salou wurde sie Europameisterin im Einzel und mit der deutschen Mannschaft. Diese Erfolge wiederholte sie 1995 in Hillerod. 1997 gewann sie bei der EM in Stockholm Silber im Einzel und Gold mit der Mannschaft.

## Weltmeisterschaften
Mehrmals wurde Sikora für Weltmeisterschaften nominiert. Hier holte sie 1990, 1998 und 2002 Gold mit der Mannschaft. 2002 wurde sie zudem Weltmeisterin im Einzel.

## Paralympics
1992 holte sie Gold bei den Sommer-Paralympics in Barcelona im Einzel sowie Silber im Teamwettbewerb. 1996 belegte sie mit der Mannschaft Platz 1. 2004 gewann sie nochmals die Einzelkonkurrenz, 2008 erreichte sie mit der Mannschaft das Endspiel.
Für ihre sportlichen Leistungen wurde sie am 23. Juni 1993 mit dem Silbernen Lorbeerblatt ausgezeichnet.

## Sonstiges
Sikora spielt beim Verein BSG Bielefeld. Seit ihrer Heirat tritt sie unter dem Namen Sikora-Weinmann an. 2009 gewann sie die deutsche Meisterschaft im Einzel, Doppel und Mixed.